# Berthold Epstein
Berthold Epstein (* 1. April 1890 in Pilsen, Österreich-Ungarn; † 9. Juni 1962 in Prag) war ein tschechoslowakischer Kinderarzt. Er wurde 1942 in das KZ Auschwitz-Birkenau deportiert, wo ihn Josef Mengele als Häftlingsarzt ins „Zigeunerlager“ Auschwitz verlegen ließ. Mengele zwang Epstein, ihm bei seinen Menschenversuchen zu assistieren.

## Leben

### Studium und Karriere
Berthold Epstein war der Sohn von Wilhelm und Julie Epstein und ein Neffe des Prager Kinderarztes Alois Epstein (1849–1918), der eine über Prag hinaus wirksame pädiatrische Schule begründete, zu der etwa Adalbert Czerny, Leopold Moll und Rudolf Fischl zu rechnen sind. Berthold Epstein studierte Medizin von 1908 bis 1914 in Prag und Wien und promovierte 1914 an der deutschen Karl-Ferdinands-Universität in Prag. Nach dem Ersten Weltkrieg arbeitete er ab 1919 zunächst an der Berliner Universitäts-Kinderklinik bei Adalbert Czerny, dann seit 1920 an der II. Kinderklinik in der böhmischen Landes-Findelanstalt in Prag bei Rudolf Fischl, wo er sich 1924 auch habilitierte. Dabei untersuchte er die sogenannte „Soorkrankheit“. Anhand von Tier- und Laborversuchen und Untersuchungen an hunderten Müttern, Ammen und Kindern identifizierte er horizontale Infektketten, die er auf Hefepilze in den Mündern der Mütter zurückführte. 1932 wurde er stellvertretender Direktor der Klinik und fünf Jahre später ihr Direktor und Ordinarius an der Deutschen Universität Prag. Die Schwerpunkte von Epsteins Forschungen waren die Tuberkulose des Kindesalters, Säuglingsernährung, congenitale Lues und soziale Pädiatrie.
Epstein war Mitglied des pädiatrischen Studienausschusses der Internationalen Krankenhausgesellschaft und wurde 1937 Mitglied des Beirates für Heil- und Humanitätsanstalten beim tschechischen Gesundheitsministerium. Der deutschnational eingestellte Epstein distanzierte sich allerdings von seinen tschechischen Kollegen und gehörte 1937 zu den Gründern der Deutschen Pädiatrischen Gesellschaft in der Tschechoslowakei, einer unabhängigen Vereinigung der deutschen Kinderärzte, deren erster Präsident er zugleich wurde. Im selben Jahr amtierte er auch als Präsident der Jahrestagung der Deutschen Gesellschaft für Kinderheilkunde in Prag.

### Versuch der Emigration und Deportation
Nach der Zerschlagung der Tschechoslowakei wurde Epstein zum 1. Februar 1939 als Direktor entlassen. Er versuchte im April 1939 vergeblich, nach England zu emigrieren. Am 18. Oktober 1939 erhielt er jedoch eine Aufenthaltsgenehmigung für Norwegen und wurde zugleich aufgefordert, sich als Direktor der Universitäts-Kinderklinik Oslo zu bewerben.
Nach der deutschen Besetzung Norwegens forschte Epstein für das Oslo Council of Health zur Tuberkulose. Er wurde am 25. Oktober 1942 durch die Norwegische Staatspolizei auf Anordnung der Gestapo verhaftet und am 27. Oktober in das KZ Berg bei Tønsberg verbracht. Auf Intervention des Roten Kreuzes wurde ihm hier gestattet, im Krankenraum zu behandeln. Am 27. November wurde auch seine Ehefrau Ottilie verhaftet. Am 28. November 1942 wurden die Epsteins mit dem Dampfer Donau nach Stettin gebracht und von dort nach Auschwitz deportiert. Bald nach ihrer Ankunft wurde Epsteins Ehefrau Ottilie (geb. Eckstein; * 8. Februar 1896 in Pilsen, † 1. Dezember 1942 im KZ Auschwitz) ermordet.

### Häftlingsarzt im KZ Auschwitz
Epstein selbst erhielt die Häftlingsnummer 79.104 und wurde zunächst im Männerlager des KZ Auschwitz-Birkenau sowie danach im Nebenlager Monowitz inhaftiert. Es gab von verschiedener Seite Bemühungen, etwa vom Czech Refugee Trust Fund in England, ihn frei zu bekommen. Am 19. August 1943 etwa intervenierte Prinz Karl von Schweden persönlich über das Schwedische und das Deutsche Rote Kreuz.
Im August 1943 holte ihn Josef Mengele eigens als Häftlingsarzt in das „Zigeunerlager“ Auschwitz, wo sich vor allem unter den dort internierten Kindern die Mangelerkrankung Noma ausgebreitet hatte. Epstein beaufsichtigte auf Anordnung Mengeles die Kranken in gesonderten Baracken und untersuchte gemeinsam mit anderen Häftlingsärzten in Mengeles Auftrag Verlauf, Ursachen und Behandlung der Noma. Mengele zog Epstein und andere Häftlingsärzte auch zur wissenschaftlichen Bearbeitung seiner weiteren medizinischen Experimente auf den Gebieten der Zwillingsforschung und der angeborenen Missbildungen heran und ernannte Epstein zum Leiter seines Experimentallabors. Der Häftlingsschreiber Tadeusz Joachimowski sagte aus, dass Mengele im Mai 1944 Epstein auch gezwungen habe, für ihn eine Selektion von eintausend Juden zur Vergasung in Birkenau durchzuführen, weil er eine neu eingetroffene Gruppe von dreißig „Zigeunern“ im Lager habe aufnehmen wollen.

### Nach der Befreiung
Nach der Befreiung von Auschwitz durch die Rote Armee am 27. Januar 1945 wirkte er bei der medizinischen Versorgung der im Lager zurückgelassenen Häftlinge mit. Später trat er als Sanitätsoffizier in die tschechoslowakische Armee ein, sagte als Zeuge bei Kriegsverbrecherprozessen aus und versuchte vergeblich, nach England zu gelangen. Seine akademischen Abschlüsse waren ihm aberkannt worden, erst 1948 wurden diese wieder bestätigt. Von 1949 bis zu seinem Tode leitete er die Kinderabteilung des Krankenhauses Bulovka in Prag.

## Veröffentlichungen
- Prognose und Verlaufsformen der Säuglingstuberkulose Urban & Schwarzenberg, Berlin, Wien 1924. (= Medizinische Klinik / Beihefte 20)
- mit Ernst Slawik: Richtige Ernährung und Ernährungsfehler im Schulalter. Dt. Arbeitsgemeinschaft f. Volksgesundheit, Prag [1934?]
- Richtlinien für die Ernährung des Säuglings. Prag-Smichov [1937?].